# Gianpolo Biolo
Gianpolo Biolo (* 12. November 1985 in Arzignano) ist ein ehemaliger italienischer Radrennfahrer.
Gianpolo Biolo gewann 2005 bei der U23-Bahnradeuropameisterschaft die Bronzemedaille im Madison. Im nächsten Jahr gewann er eine Etappe bei der Cinturón a Mallorca. Im nächsten Jahr gewann er bei der Athens Open Balkan Championship die Mannschaftsverfolgung auf der Bahn. Bei den UCI-Bahn-Weltmeisterschaften 2008 in Manchester wurde Biolo Neunter im Omnium. Später konnte er auf der Straße bei der Rumänien-Rundfahrt zwei Teilstücke für sich entscheiden, bei der er auch 2010 eine Etappe gewann.

## Erfolge
2006
- eine Etappe Cinturón a Mallorca

2008
- zwei Etappen Romanian Cycling Tour

2010
- eine Etappe Tour of Romania